# マールテン・ペパイン
マールテン・ペパイン（Marten Pepijn 、1575年2月21日 - 1643年）はフランドルの画家である。ピーテル・パウル・ルーベンスやアンソニー・ヴァン・ダイクと同時期にアントウェルペンで活動した画家で、歴史画や風俗画を描いた。

## 略歴
アントウェルペンで生まれた。父親は古着を扱う商人で、絵の売買もしていた。フランドルの画家の伝記、コルネリス・デ・ビー (Cornelis de Bie) の『Gulden Cabinet（1662年）』では1595年から1596年と1599年から1600年にイタリアを旅したとしているがその証拠はない。1600年にアントウェルペンの聖ルカ組合に加入した。1601年12月に結婚し、3人の息子と2人の娘が生まれた 。次女のカタリーナ・ペパイン(Katharina Pepijn: 1619-1688)は肖像画家となり作品が残されている 。息子の一人も画家になったが作品は残されていない 。
デ・ビーの著書やアルノルト・ホウブラーケンの著した伝記でもペパインとピーテル・パウル・ルーベンスはライバルであったと記しているが、ペパインの最初の娘の名づけ親にルーベンスの最初の妻、イザベラ・ブラントがなっていることから、良好な関係であったと考えられる。アンソニー・ヴァン・ダイクとも親しく、ヴァン・ダイクが描いたペパインの肖像画は、現在アントワープ王立美術館に収蔵されている。
1602年から1628年の間に自分の子供たち以外に、弟子を取っていてその人数は8人に上った。
アントウェルペンで没した。
宗教的な題材を描いた作品や肖像画、宮廷の舞踏会などを描いた風俗画を描いたことで知られている。やや古いスタイルで人物の動きは硬いとされる。宮廷の舞踏会を描いた一連の作品はペパイン自身の作品ではなく、息子か工房のだれかの作品であるとしる研究者もいる。

## 作品

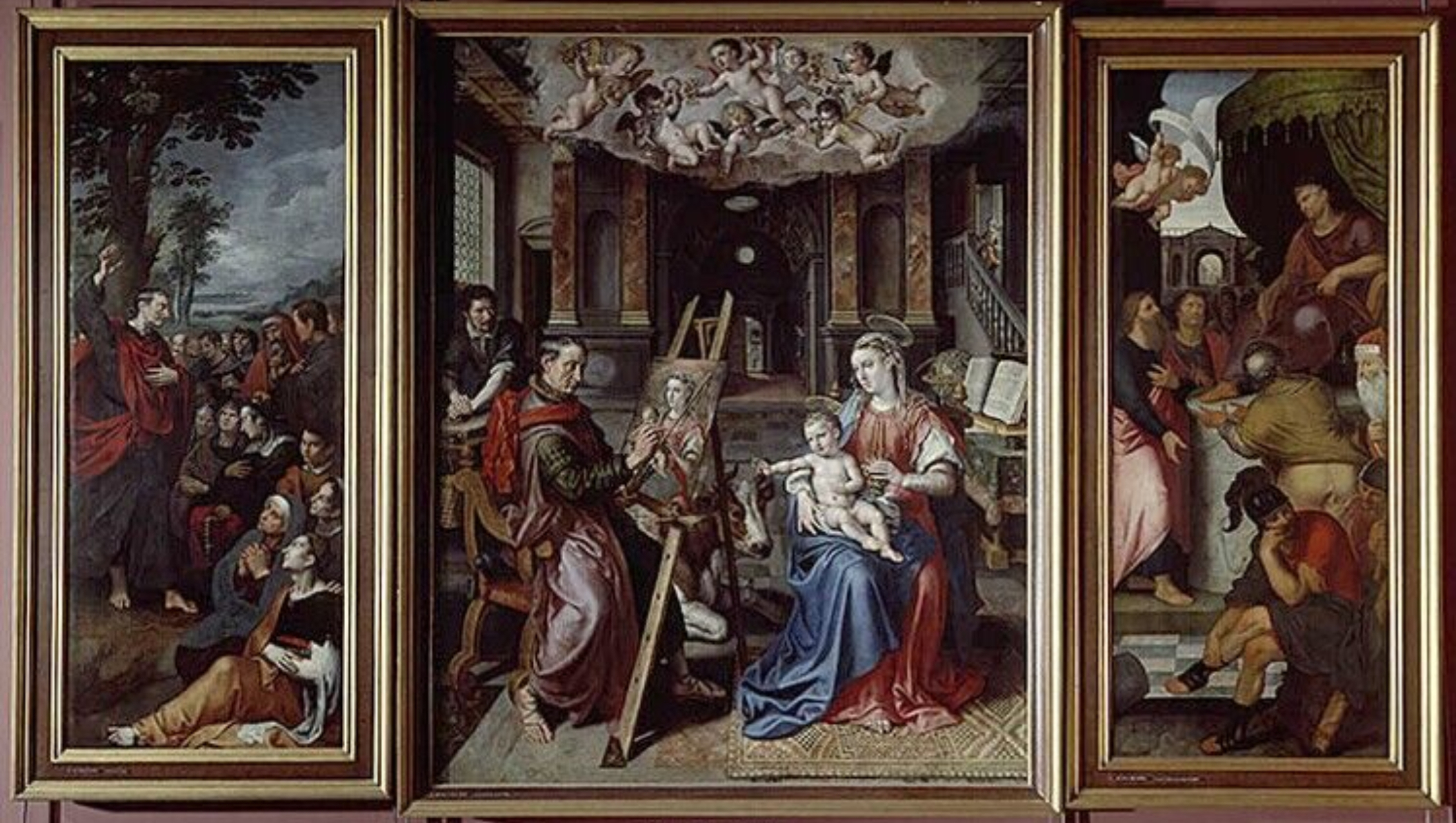
聖ルカ組合の祭壇画 (c.1602) アントワープ王立美術館 蔵
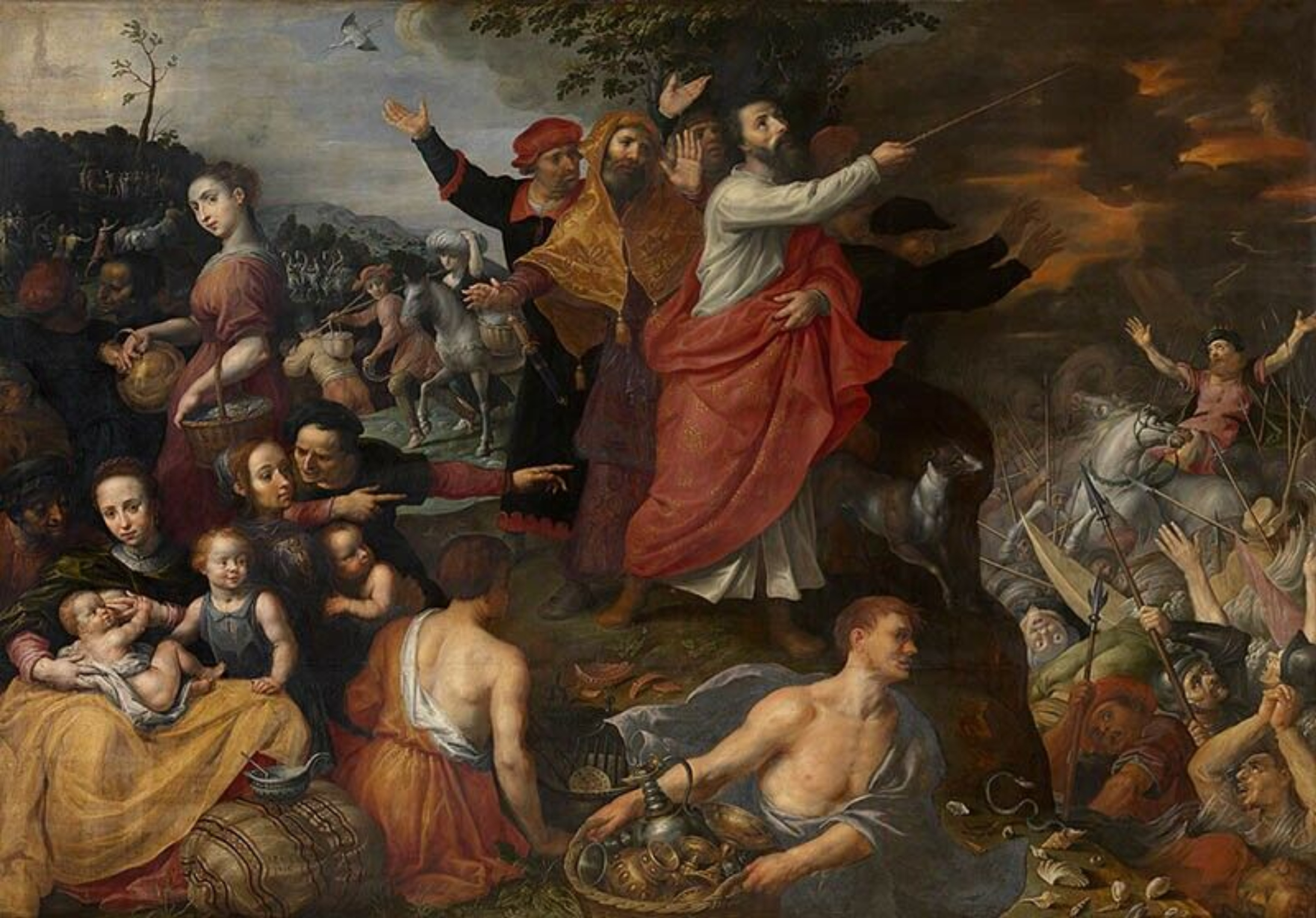
紅海横断 (1626) アントワープ王立美術館 蔵
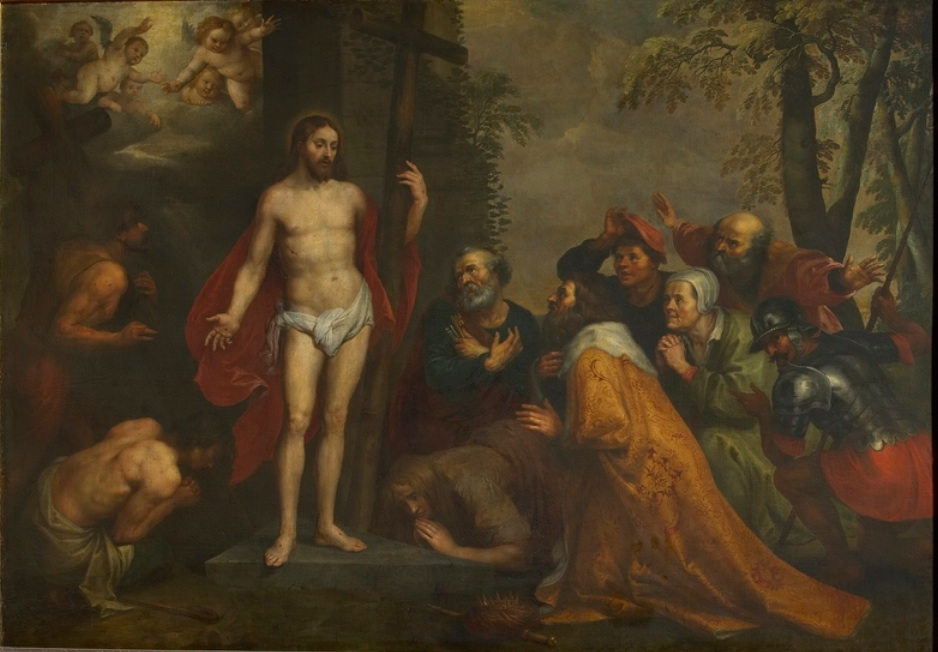
悔悛した罪人の前に現れるキリスト Maagdenhuis Museum 蔵
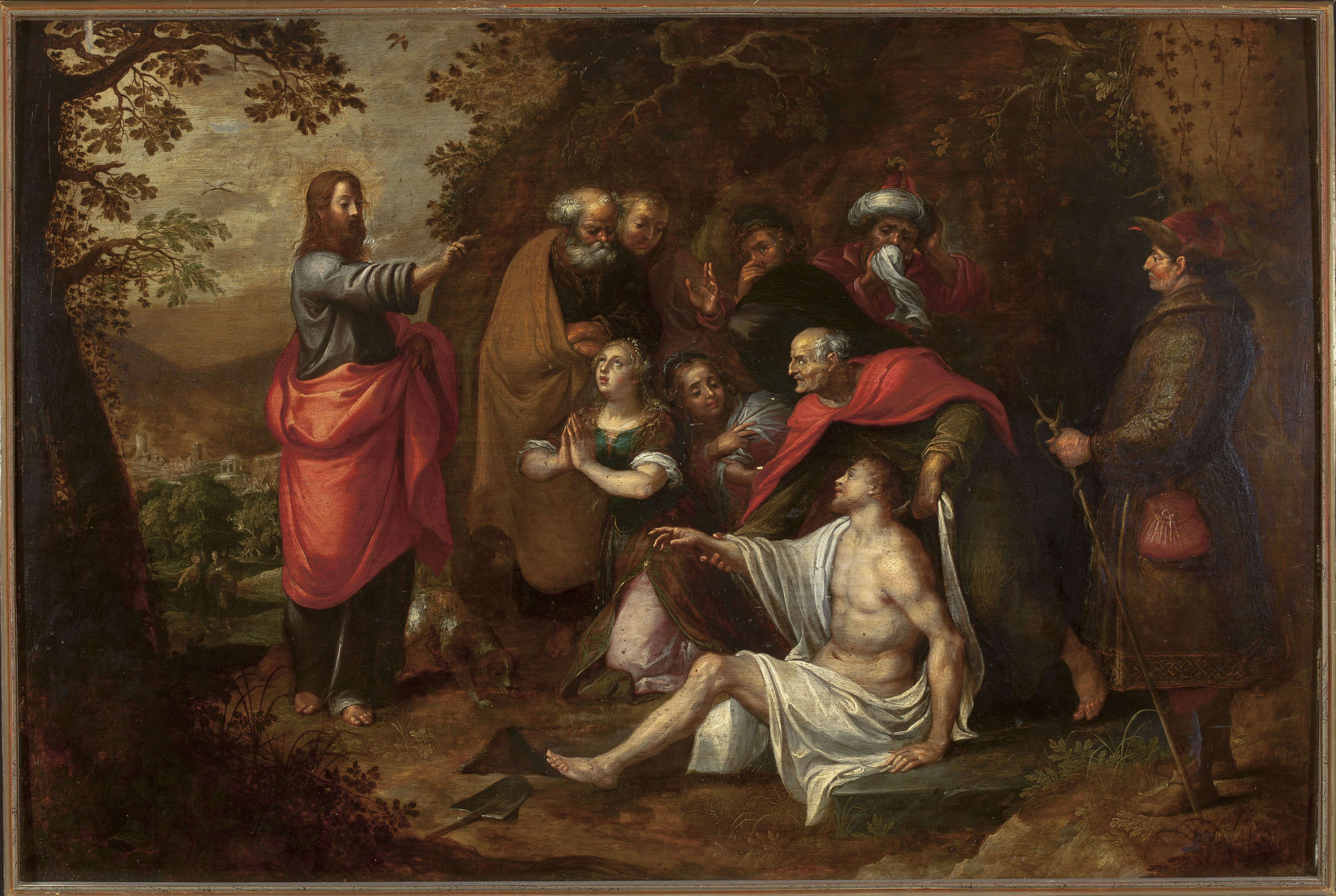
ラザロの復活 ワルシャワ国立美術館 蔵
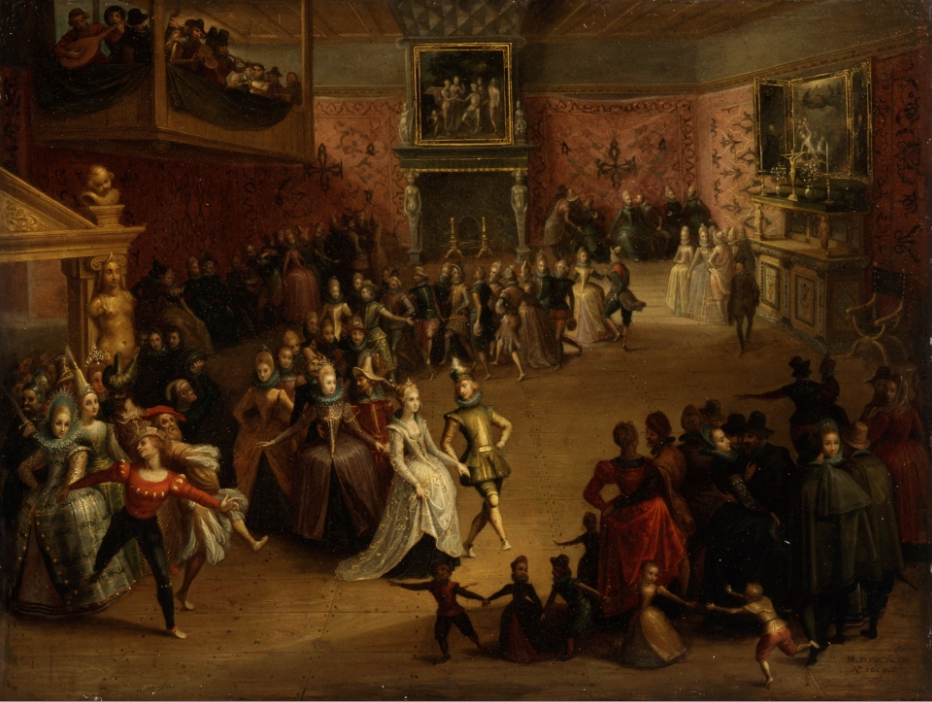
宮廷の舞踏会 プーシキン美術館 蔵
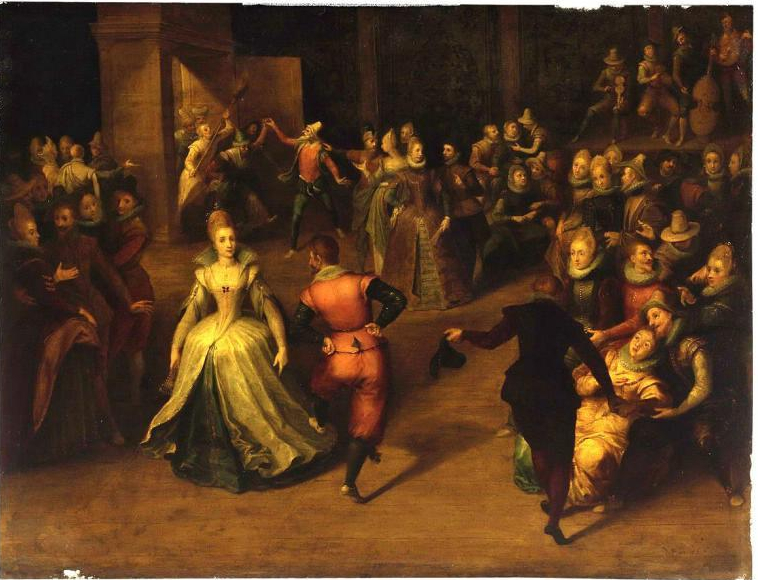
舞踏会 プーシキン美術館 蔵